# Festival international du film fantastique de Catalogne 2018
Le Festival international du film fantastique de Catalogne 2018, 51e édition du festival, s'est déroulé du 4 au 14 octobre 2018.

## Déroulement et faits marquants
Le 4 octobre 2018, Tilda Swinton reçoit le grand prix honorifique (Gran Premi Honorífic) pour sa carrière.
Le 5 octobre 2018, Ron Perlman et Pam Grier reçoivent le prix Machine du Temps (Premio Màquina del Temps) pour leur carrière.
Le 13 octobre 2018, le palmarès est dévoilé : le prix du meilleur film revient à Climax de Gaspar Noé, le prix spécial du jury à Heureux comme Lazzaro (Lazzaro Felice) de Alice Rohrwacher, une mention spéciale à L'Heure de la sortie de Sébastien Marnier, le prix du meilleur réalisateur à Panos Cosmatos pour Mandy.

## Jury
- Carolina Bang, actrice
- Piers Bizony, journaliste
- Anaïs Emery, cofondatrice et directrice artistique du Festival international du film fantastique fantastique de Neuchâtel
- Fernando Navarro, scénariste
- John Ajvide Lindqvist, écrivain

## Sélection

### En compétition internationale
- Animal de Armando Bo  Argentine
- Le Bon Apôtre (Apostle) de Gareth Evans  Royaume-Uni
- Assassination Nation de Sam Levinson  États-Unis
- Aterrados de Demián Rugna  Argentine
- Au poste ! de Quentin Dupieux  France
- Burning de Lee Chang-dong  Corée du Sud
- Climax de Gaspar Noé  France
- Diamantino de Gabriel Abrantes et Daniel Schmidt  Portugal
- Elizabeth Harvest de Sebastian Gutierrez  États-Unis
- Fugue de Agnieszka Smoczynska  Pologne
- Ghostland de Pascal Laugier  France
- I Think We're Alone Now de Reed Morano  États-Unis
- Inuyashiki de Shinsuke Satō  Japon
- Journal 64 de Christoffer Boe  Danemark
- Keepers (The Vanishing) de Kristoffer Nyholm  Royaume-Uni
- Killing de Shin'ya Tsukamoto  Japon
- L'Heure de la sortie de Sébastien Marnier  France
- Heureux comme Lazzaro (Lazzaro Felice) de Alice Rohrwacher  Italie
- Lord of Chaos de Jonas Åkerlund  États-Unis
- Mandy de Panos Cosmatos  États-Unis
- Morto Não Fala de Dennison Ramalho  Brésil
- Meurs, monstre, meurs (Muere, Monstruo, Muere) de Alejandro Fadel  Argentine
- Nancy de Christina Choe  États-Unis
- Piercing de Nicolas Pesce  États-Unis
- Pig de Mani Haghighi  Iran
- Siete cabezas de Jaime Osorio Márquez  Colombie
- Summer of 84 de François Simard, Anouk Whissell et Yoann-Karl Whissell  Canada  États-Unis
- The Unthinkable de Crazy Pictures  Suisse
- Tous les dieux du ciel de Quarxx  France
- The Maus de Rahi Anil Barve et Adesh Prasad  Inde
- Un couteau dans le cœur de Yann Gonzalez  France
- Under the Silver Lake de David Robert Mitchell  États-Unis
- Upgrade de Leigh Whannell  Australie

### Hors compétition
- Along With the Gods : Les Deux Mondes de Kim Yong-hwa  Corée du Sud
- Along With the Gods : Les 49 Derniers Jours de Kim Yong-hwa  Corée du Sud
- Anon de Andrew Niccol  États-Unis
- Détective Dee : La Légende des Rois célestes de Tsui Hark  Chine
- El año de la plaga de C. Martín Ferrera  Espagne  Mexique
- Halloween de David Gordon Green  États-Unis
- High Life de Claire Denis  France
- In Fabric de Peter Strickland  Royaume-Uni
- Laplace's Witch de Takashi Miike  Japon
- Nekrotronic de Kian Roache-Turner  Australie
- Nightmare Cinema de Alejandro Brugués, Joe Dante, Mick Garris, Ryuhei Kitamura et David Slade  États-Unis
- Overlord de Julius Avery  États-Unis
- Superlópez de Javier Ruiz Caldera  Espagne
- The House that Jack Built de Lars von Trier  France  Allemagne  Suède  Danemark

### Découvertes
- An Evening with Beverly Luff Linn de Jim Hosking  Royaume-Uni
- Aniara de Pella Kågerman et Hugo Lilja  Suède
- Clara de Akash Sherman  Canada
- Freaks de Zach Lipovsky et Adam B. Stein  Canada
- La nuit a dévoré le monde de Dominique Rocher  France
- Maquia: When the Promised Flower Blooms de Mari Okada  Japon
- Ne coupez pas ! de Shinichiro Ueda  Japon
- Prospect de Zeek Earl et Chris Caldwell  États-Unis
- The Man Who Killed Hitler and Then The Bigfoot de Robert D. Krzykowski  États-Unis
- The Wind de Emma Tammi  États-Unis
- What Keeps You Alive de Colin Minihan  Canada
- Zoo de Antonio Tublén  Danemark  Suède

## Palmarès

### Compétition internationale
- Meilleur film : Climax de Gaspar Noé
- Prix spécial du jury : Heureux comme Lazzaro (Lazzaro Felice) de Alice Rohrwacher
- Mention spéciale : L'Heure de la sortie de Sébastien Marnier
- Prix du meilleur réalisateur : Panos Cosmatos pour Mandy
- Prix de la meilleure actrice : Andrea Riseborough pour son rôle dans Nancy
- Prix du meilleur acteur : Hasan Ma’jun pour son rôle dans Pig
- Prix du meilleur scénario : Au poste ! de Quentin Dupieux
- Prix de la meilleure photographie : Panjar Kumar pour Tumbbad
- Prix des meilleurs effets spéciaux : Chu Ishikawa pour Killing
- Prix du public : Upgrade de Leigh Whannell
- Prix de la critique : Heureux comme Lazzaro (Lazzaro Felice) de Alice Rohrwacher